# Spathius melpomene
Spathius melpomene är en stekelart som beskrevs av Nixon 1943. Spathius melpomene ingår i släktet Spathius och familjen bracksteklar. Inga underarter finns listade i Catalogue of Life.